# Division I (Schach) 1965
Die Division I 1965 war die 16. schwedische Mannschaftsmeisterschaft im Schach (Allsvenskan) und gleichzeitig deren 13. Austragung in einem Ligabetrieb mit Auf- und Abstieg.

## Datum und Ort
Die Wettkämpfe wurden am 5. und 6. November in Linköping ausgetragen.

## Turnierverlauf
Alle Wettkämpfe hatten einen knappen Ausgang (höchstes Ergebnis war ein 6:4), so dass den ersten und letzten Platz trotz einer deutlichen Entscheidung nach Mannschaftspunkten nur drei Brettpunkte trennten. Die beiden ersten Plätze belegten die Vorjahresaufsteiger Lunds ASK und die Auswahlmannschaft von Gästrikland, während die Meister der beiden Vorjahre Wasa SK und die Auswahlmannschaft von Östergötland abstiegen.

### Abschlusstabelle
| Pl. | Verein               | Sp | G | U | V | MP  | Brett-P.  |
| --- | -------------------- | -- | - | - | - | --- | --------- |
| 01. | Lunds ASK (N)        | 3  | 3 | 0 | 0 | 6:0 | 17,0:13,0 |
| 02. | Gästriklands SF (N)  | 3  | 1 | 1 | 1 | 3:3 | 15,0:15,0 |
| 03. | Wasa SK              | 3  | 1 | 0 | 2 | 2:4 | 14,0:16,0 |
| 04. | Östergötlands SF (M) | 3  | 0 | 1 | 2 | 1:5 | 14,0:16,0 |

### Entscheidungen
|     | Schwedischer Mannschaftsmeister: Lunds ASK              |
|     | Absteiger in die Division II: Wasa SK, Östergötlands SF |
| (M) | Meister der letzten Saison                              |
| (N) | Aufsteiger der letzten Saison                           |

### Kreuztabelle
| Ergebnisse | Ergebnisse       | 01. | 02. | 03. | 04. |
| ---------- | ---------------- | --- | --- | --- | --- |
| 01.        | Lunds ASK        |     | 5½  | 6   | 5½  |
| 02.        | Gästriklands SF  | 4½  |     | 5½  | 5   |
| 03.        | Wasa SK          | 4   | 4½  |     | 5½  |
| 04.        | Östergötlands SF | 4½  | 5   | 4½  |     |

## Die Meistermannschaft
| 1.            | Lunds ASK |
| Schachfiguren | Kjell Krantz, Göran Broström, Rolf Martens, Dan Cederberg, Sven Asker, Magnus Wahlbom, Jan Roth, Knut Rang, Mats Berglund, Jan Frise, Ulf Larsson. |